# Escadrille 10S
Le CEPA/10S est une escadrille de l'Aéronautique navale française chargée depuis sa création en 1944 de suivre le développement et d’assurer les essais techniques et la validation de tous les avions et hélicoptères de l’Aviation navale, de leurs systèmes d’armes et des équipements associés, ainsi que de la formation du personnel spécialisé. Son origine remonte au Centre d'expérimentations pratiques et de réception de l'aéronautique navale (CEPA) de Saint-Raphaël, dissous en septembre 1940.

## L'escadrille 10S de 1945 à 1956
Une section d’essais du CEPA fut recréée le 10 décembre 1944 sur la base d’Hyères- Le Palyvestre sous le commandement du CC Jean Hervé. Devenue Escadrille 10S le 1er juillet 1945, elle disposait le 30 septembre 1946 de 20 appareils : 5 Junkers Ju 88, 3 Junkers Ju 188, 1 Junkers Ju 52, 2 MS 500, 2 Nord N-1002, 2 NC-701, 2 Supermarine Seafire et 3 Wellington. En décembre 1946 elle fut transférée sur la BAN de Fréjus-Saint Raphaël, dont les pistes en herbe, souvent détrempées, ne permettaient pas de recevoir des avions pesant plus de 12 tonnes. Un détachement secondaire fut donc créé au Luc-Cannet des Maures.
En 1947, les efforts se concentrèrent sur la mise au point du Bloch MB.175T (5 exemplaires affectés au CEPA) et du Morane-Saulnier MS.474. Une section hélicoptère fut également constituée.
On comptait 28 appareils de 11 types différents affectés à la 10S en 1949, 18 de 10 types différents en 1951. En janvier 1954, un hangar s’écroula au Luc, endommageant un Lancaster et un MD 312, alors que s’y déroulaient les essais du Lancaster et du Nord 1400 Noroit.
En 1954, le parc de la 10S comprenait les appareils suivants : Bloch MB.161 Languedoc, Lancaster, Junkers Ju 52, MD 312, SB2C-5, SNJ-4, MS-502, Sikorsky S-55 et HUP-2. Les essais se concentraient alors sur l’utilisation du sonar DUAV-1, des torpilles Mk-34 sur l'hélicoptère HSS-1 et les procédures d’appontage. À la même époque le terrain du Luc fut remplacé par la BAN de Cuers-Pierrefeu.
Le 1er février 1956, la Section Hélicoptères de la 10S devient Escadrille 20S.

## La période 1956 - 1973
En 1956, un détachement fut constitué à Istres afin d'assurer sur Breguet Br-965 la mise au point des équipements destinés au Br-1050 Alizé, dont quatre exemplaires de présérie furent livrés à la 10S en 1958. Les essais d’appontage de l'Alizé furent réalisés sur le porte-avions Arromanches, tout comme ceux du CM-170M. Le Hurel-Dubois HD-31 et le Dassault Etendard 02 arrivent à la 10S la même année et un détachement se rendit à Mont-de-Marsan pour tester le Morane-Saulnier MS.760 Paris.
Le 15 mai 1958, la 10S disposait de 4 MD 312, 3 TBM-UT, 2 F4U-7, 2 Br-1050, 2 CM-170M, 1 Junkers Ju 52, 6 Nord-1002, 3 Max-Holste MH-1521 Broussard et 3 Lancaster. En 1959 fut livré le Nord-2504 no 01, qui servira jusqu'en 1987 comme avion d’expérimentation.
Outre la mort de 433 personnes, la rupture du barrage de Malpasset le 2 décembre 1959 entraina des dommages sur la BAN de Fréjus-Saint Raphäel : 3 Avro Lancaster, 3 MD 312, 5 TBM, 2 F4U-7, 8 Nord-1002, 2 Broussard et le Nord-2504 furent plus ou moins endommagés.
Le début des années 1960 fut marqué par les essais du Nord-Aviation N262, des torpilles L4 et Mk-44, des missiles AS-20, AS-12, Nord-5103, Matra R511 et Sidewinder. En juillet 1963, le Nord-2504 vola avec des composants du système d'armes du Breguet Atlantic. Le 15 février 1965, un Alizé s'écrasa, en avril 1965 le détachement Aquilon fut fermé à Hyères et les TBM furent retirés du service.

## La période intermédiaire: 1973 - 2001
Le 1er août 1973, la 10S fut dissoute et remplacée par la Section d'Expérimentation et de Soutien (SES) de la CEPA. Cette réorganisation s'accompagna de la mise à la ferraille des MD 312 et le transfert des MS-733 à la SVSV de Lanvéoc-Poulmic, la SES ne disposant plus que du Nord-2504, d’un ou deux C-47, de deux Alizé et d’un Piper Navajo. Rebaptisée Section d’essais et de soutien de Saint Raphaël en 1979, la SES retrouva son statut d’escadrille le 1er novembre 1986.
Les escadrilles 10S et 20S ont fusionné le 1er février 1991.
La BAN de Fréjus-Saint Raphaël étant appelée à fermer le 30 juin 1995, l’escadrille 10S fusionna le 14 mars précédent avec l’ERC de Cuers-Pierrefeu pour former l'ERCE (Escadrille de Réception, de convoyage et d'Expérimentation) à Hyères-Le Palyvestre. En septembre 2001, l’ERCE/10S a été dissoute, cédant la place au CEPA/10S (acronyme pour Centre d'Expérimentations Pratiques et de réception de l'Aéronautique navale).

## Le CEPA/10S aujourd'hui
En 2010, le CEPA/10S compte environ 180 militaires et 50 civils, dispose d’ateliers et laboratoires lui permettant d’étudier et exploiter les mesures effectuées durant les essais réalisés sous son contrôle, d’un parc d’aéronefs stationnés à Hyères (Lynx, Alouette III et Morane-Saulnier Rallye) et soutient un certain nombre de détachements extérieurs : 
- Base d'aéronautique navale de Landivisiau : Détachement Falcon 10 Mer.
- Base d'aéronautique navale de Lann-Bihoué : Détachement Atlantique II (ATL 2).
- Arsenal de Toulon : Détachement Air Sol Moyenne Portée (ASMP)
- Base aérienne 125 Istres-Le Tubé : Détachement Chasse Rafale Marine.
- Base aérienne 120 Cazaux : Composante armement.
- Base aérienne 118 Mont-de-Marsan (CEAM) : Détachement guerre électronique (EPIGE).
- Groupement aéromobilité de la section technique de l'Armée de terre (GAMSTAT) de Valence : Détachement NH90.